# Martellina
La martellina è un utensile simile al martello impiegato in scultura e in falegnameria.

## Scultura

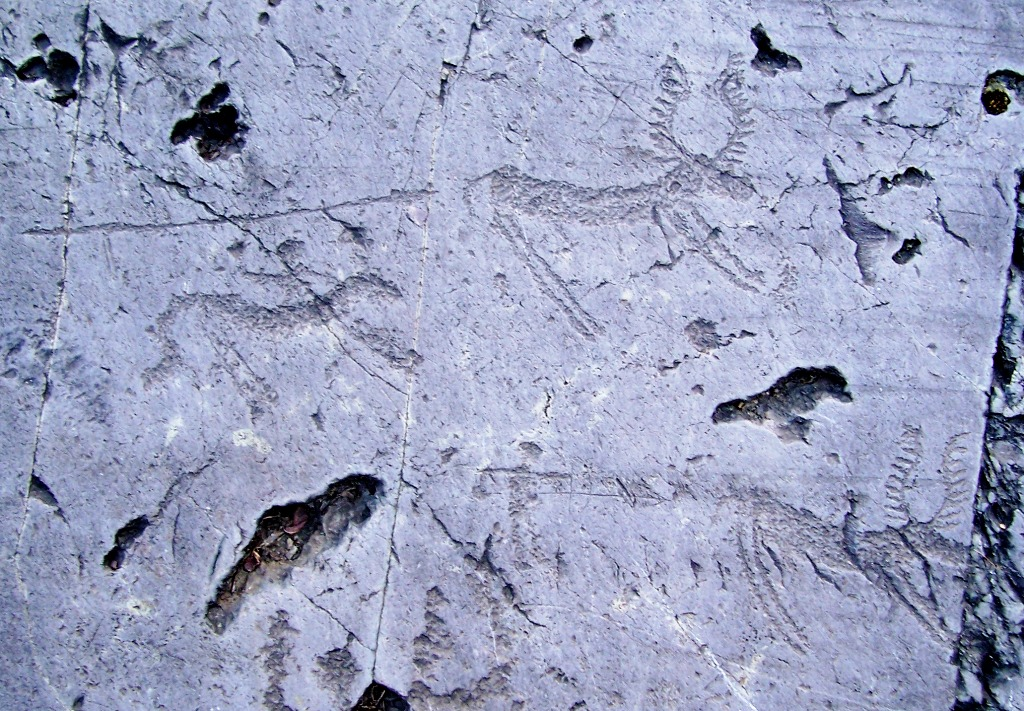
Scena di caccia eseguita a martellina (Val Camonica)

In scultura, la martellina è stata impiegata fin dall'epoca preistorica per ottenere petroglifi; alcune delle massime raccolte mondiali di incisioni rupestri eseguite a martellina si trovano nella regione alpina: la Valle delle Meraviglie (Monte Bego, Alpi Marittime) e, soprattutto, le Incisioni rupestri della Val Camonica.

## Falegnameria
È composta da un manico solitamente in legno, inserito in una testa metallica che ricorda la forma di un martello. La differenza sostanziale è che la coda, ovvero la parte più sottile della testa è piatta e molto larga (8/10 cm circa ).
Viene utilizzata per stendere l'impiallacciatura o foderina in legno pregiato sopra la superficie da placcare o rimessare. Una volta veniva utilizzata diffusamente per l'incollaggio con colla animale, a caldo, premendo con la coda sull'impiallacciatura appoggiata sul pezzo spalmato di colla. La pressione e il lento movimento in avanti della martellina, schiacciava il sottile strato di legno e lo faceva aderire al supporto.